# Ren chao xiong yong
Ren chao xiong yong es una película de comedia negra de acción chino-hongkonesa de 2021 coescrita y dirigida por Rao Xiaozhi, producida y protagonizada por Andy Lau. Lau interpreta a un asesino a sueldo de clase mundial que cambia de identidad con un desafortunado actor (Xiao Yang). La película es una nueva versión de la película japonesa Key of Life de 2012. La producción de la película comenzó el 24 de octubre de 2019 y finalizó el 7 de enero de 2020. La película se estrenó el 12 de febrero de 2021, el primer día de las vacaciones del Año Nuevo chino.

## Argumento
Zhou Quan (Andy Lau), un asesino a sueldo de clase mundial, termina intercambiando identidades con un actor extra con mala suerte, Chen Xiaomeng (Xiao Yang), durante un accidente.

## Reparto
- Andy Lau como Zhou Quan (周全), un sicario de sangre fría de clase mundial.
- Xiao Yang como Chen Xiaomeng (陳小萌), un actor extra con mala suerte.
- Wan Qian como Li Xiang (李想), CEO de una empresa de medios y madre soltera.
- Huang Xiaolei como Wang Yanhui (王艷暉), el empleador de Zhou.
- Cheng Yi como Zeng Jiurong (曾九蓉), la ex hermana jurada de Wang Yanhui.
- Liu Tianzuo como Ma Ming (麻明), convocador de los actores adicionales.
- Wally Wei como la exnovia de Chen.
- Ti Chih-chieh como Yan Sheng (殷勝), el asistente personal de Wang.
- Wei Zhihao como Li You (李由), el hijo de sexto grado de Li.
- Jeffrey Guo como el propietario de Chen.
- Lu Yang como el mismo.
- Frant Gwo como el mismo.
- Lei Jiayin como el mismo.
- Wang Curbing como Wu Yanzhen (吳言真), el objetivo del asesinato de Zhou, que es el exnovio de Wang y el amante de Zeng.

## Producción
El rodaje de Endgame comenzó el 24 de octubre de 2019 en Shanghái. El 21 de noviembre de 2019, hubo informes de que la estrella Andy Lau tuvo una disputa con su coprotagonista Xiao Yang, cuando el primero se sintió frustrado esperando que el segundo se volviera a aplicar el maquillaje varias veces. Como el incidente se compartió ampliamente en Internet con imágenes filtradas del set, Xiao publicó en su Sina Weibo y negó actuar como una diva en el set y expresó su agradecimiento por la oportunidad de trabajar con Lau. La productora Emperor Entertainment también emitió un comunicado negando tal incidente y alegando que el metraje es una escena con guion en la película. La producción de Endgame concluyó oficialmente el 7 de enero de 2020.

## Recepción

### Taquilla
Hasta el 4 de abril de 2021, Endgame ha recaudado un total de $115.7 millones en todo el mundo combinando sus ingresos brutos de China ($114.5 millones), Australia ($132580 dólares), Nueva Zelanda ($20257 dólares) y América del Norte ($23149 dólares).
En China, la película recaudó $13.1 millones durante sus primeros tres días de estreno, debutando en el octavo lugar en su primer fin de semana. En su segundo fin de semana, la película recaudó $32.7 millones, subiendo al número 5, y hasta entonces ha recaudado un total de $45.8 millones. Durante su tercer fin de semana, la película recaudó $30.5 millones, subiendo al número 3, y para entonces ha acumulado un total bruto de $76.4 millones. En su cuarto fin de semana, la película recaudó $20.6 millones, ascendió al número 2 y acumuló un total bruto de $97.2 millones para entonces. Durante su quinto fin de semana, la película recaudó $15.5 millones, ocupando el tercer lugar, y hasta el momento arrojó un total de $112.6 millones.

### Crítica
Kim Lian-yue de Yahoo! le dio a la película una puntuación de 3/5 estrellas y elogia la interpretación matizada de Andy Lau alternando un personaje frío e indefenso, pero critica un conflicto romántico que ralentiza la película. Screen Daily elogia la actuación de Lau "en un papel que requiere alternar entre una precisión suave y un encanto humilde", así como los elementos técnicos, pero nota la irregularidad en la parte media de la película.